# خريف البطريرك (رواية)
خريف البطريرك رواية للروائي الكولومبي الحائز على جائزة نوبل في الآداب غابرييل غارثيا ماركيث، كتبها في برشلونة ونُشرت في طبعتها الأولى سنة 1975. تصدرت قائمة أكثر الكتب مبيعًا في إسبانيا في عام نشرها. انقسم الكتاب إلى ستة فصول، تحكي كل منها نفس القصة عن السلطة المطلقة التي يتمتع بها الطاغية الكاريبي.

## مقدمة عن الحبكة
كُتبت الرواية على شكل فقرات طويلة بعبارات ممتدة. تنتقل أفكار الديكتاتور العسكري للقارئ عبر جمل متأرجحة، تنقل له يأس ووحدة بطل الرواية، بالتوازي مع البشاعات والسلوكيات القاسية التي تبقيه في السلطة.
تركز الرواية في أحد الجوانب المهمة منها على المكانة الإلهية التي يتمتع بها البطل، وكيف يبطن الناس حيال الديكتاتور خوفًا واحترامًا غامضين. استطاع بعض الديكتاتوريين إحكام السيطرة على شعوبهم، مثل فرانكو وسوموزا ورافائيل تروخيو، على الرغم من الانقسامات السياسية الداخلية. يرمز ماركيز لذلك باكتشاف جثة الديكتاتور في قصر الرئاسة.

## التلميحات/الإشارات إلى التاريخ الفعلي، والجغرافيا والعلم الحالي
يسخر ماركيز من منح الرتب العسكرية رفيعة المستوى لأولياء عهد الملوك المتسلطين وتبذير عائلاتهم وأزلامهم. يصور ماركيز بدقة مخيفة شخصية مدير المخابرات، الذي يعمل بعد ذلك على توجيه كل حركات النظام ويصمم أجهزة الإرهاب والقمع السياسي.
يمثل التصوير الأخير جانبًا فاتنًا: «المستشارين»، الذين كانوا سببًا رئيسًا لانتشار الفساد وممارسة القمع في بعض مناطق أمريكا اللاتينية التي سيطرت عليها الديكتاتوريات. نفذ تروخيو في جمهورية الدومينيكان عشرات الاغتيالات وحملات الإرهاب ضد المنفيين الدومينيكان، بتوجيه رئيس جهاز المخابرات جوني أبيس غارثيا.

## الشعبية
كانت خريف البطريرك أكثر الروايات شعبيةً ومبيعًا في إسبانيا في عام 1975، طبقًا لبحث معهد الكتاب الإسباني.

## الشخصيات

### الشخصيات الرئيسية:
تضم الرواية مجموعة من الشخصيات المتعددة التي تُجسّد مظاهر السلطة، الخضوع، التواطؤ، والمقاومة في نظام دكتاتوري متوحّش. تتراوح هذه الشخصيات بين الحاكم المستبد والمقرّبين منه، وأفراد من عامة الشعب، لكل منهم دوره في رسم ملامح عالم مشوّه تتآكل فيه القيم وتُستبدل بالعنف والتقديس الزائف:
- الدكتاتور (زكارياس): يُذكر اسمه مرة واحدة فقط في الرواية. هو جنرال سابق لا يتذكر حتى اسمه الكامل، ويحكم دولة كاريبية غير مسمّاة. لم يتلقَّ أي تعليم رسمي، وقد تعلّم القراءة والكتابة على يد رفيقته ليتيثيا ناثارينو. وصل إلى الحكم عبر انقلاب عسكري بدعم من "الغرينغو" (الأجانب).
- بنديثيون ألفارادو: والدة الدكتاتور، تعيش في فقر مدقع، وتظل حتى وفاتها جاهلة بثروتها الطائلة التي سجّلها ابنها باسمها. كان يزورها بانتظام، وبعد وفاتها يسعى إلى تقديسها كقدّيسة لدى الكنيسة.
- ليتيثيا ناثارينو: شريكة حياة الرئيس، ذات تأثير كبير عليه. تعمل على إعادة نفوذ الكنيسة بعد أن قُطعت العلاقات مع الفاتيكان إثر رفض طلب تقديس والدة الرئيس. تُقتل مع ابنها بطريقة وحشية، حيث يُنهشان حتى الموت على يد كلاب مدربة.

### شخصيات أخرى:
- مانويلا سانشيز: مواطنة يقع الدكتاتور في حبها، لكنها تختفي في ظروف غامضة.
- باتريسيو أراغونيس: شبيه الدكتاتور، يتولى تمثيله في المناسبات الرسمية.
- رودريغو دي أغويلار: جنرال ومستشار مقرّب من الدكتاتور، لكنه يُتهم لاحقًا بالتورط في مؤامرات. يُغتال، ويُقدّم كوجبة رئيسية في مأدبة يحضرها الجنرالات.
- خوسيه إغناسيو ساينز دي لا بارا: رئيس الشرطة السياسية، مشهور بعنفه الشديد في قمع المعارضين. يثير خوف الحاكم لاحقًا فيأمر بتصفيته عبر تسليمه للجماهير التي تفتك به.

## مصدر الالهام
تدور رواية خريف البطريرك حول طاغية خيالي مُسِنّ يحكم إحدى جمهوريات الكاريبي، وقد شكّل غابرييل غارثيا ماركيز ملامحه من توليفة أدبية تستلهم عدداً من الديكتاتوريين في التاريخ الحديث لأمريكا اللاتينية، من أبرزهم الكولومبي غوستابو روخاس بينيا، والإسباني فرانسيسكو فرانكو، والفنزويلي خوان فيسنتي غوميز.

الرواية تُجسّد تصورًا رمزيًا للاستبداد المطلق، وتكشف المصير الكارثي الذي تؤول إليه المجتمعات حين تُحتكر السلطة في يد رجل واحد، منعزل عن الواقع ومفتون بذاته. ويؤكد ماركيز أن شخصية البطريرك لا تعكس دكتاتورًا بعينه، بل تمثل صورة مركّبة لطغاة المنطقة، وإن كانت شخصية غوميز قد مارست عليه تأثيرًا خاصًا، انعكس ذلك بوضوح في تصريحه:
"كانت نيّتي دائمًا أن أُنتج توليفة تجمع بين جميع دكتاتوريي أمريكا اللاتينية، وخصوصًا أولئك في منطقة الكاريبي. ومع ذلك، فإن شخصية خوان فيسنتي غوميث (من فنزويلا) كانت قوية إلى حدّ كبير، كما أن لها تأثيرًا خاصًا عليّ، لدرجة أن البطريرك يحمل بلا شك سمات منه أكثر من أي دكتاتور آخر."
يُظهر هذا التصريح كيف مزج ماركيز بين الواقع والتخييل، مستلهمًا شخصية البطريرك من نماذج متعددة، مع التركيز بشكل خاص على غوميث، أحد رموز الحكم الاستبدادي في التاريخ الفنزويلي.